# Ernest Willem Mulder
Ernest Willem Mulder (* 21. Juli 1898 in Amsterdam; † 12. April 1959 ebenda) war ein niederländischer Komponist und Musikpädagoge.

## Leben und Werk
Ernest Willem Mulder war am Amsterdamer Konservatorium Schüler von Ulfert Schulz (Klavier) und Bernhard Zweers (Komposition).  Er lehrte dann selbst von 1922 bis zu seinem Tod am Konservatorium Amsterdam Musiktheorie und Komposition. Von 1938 bis 1947 hielt er auch Vorlesungen an der Universität Utrecht. Sein berühmtester Schüler war ohne jede Frage Bernard Haitink.
Ernest Willem Mulder schrieb vier Symphonien (davon zwei mit Chor), eine Oper, je ein Requiem, Stabat mater und Te Deum, Chöre, Lieder, Kammermusik. Darüber hinaus verfasste er zwei Lehrbücher und die Studie Gustav Mahler: Das Lied von der Erde (Amsterdam 1951).